# Ford P68

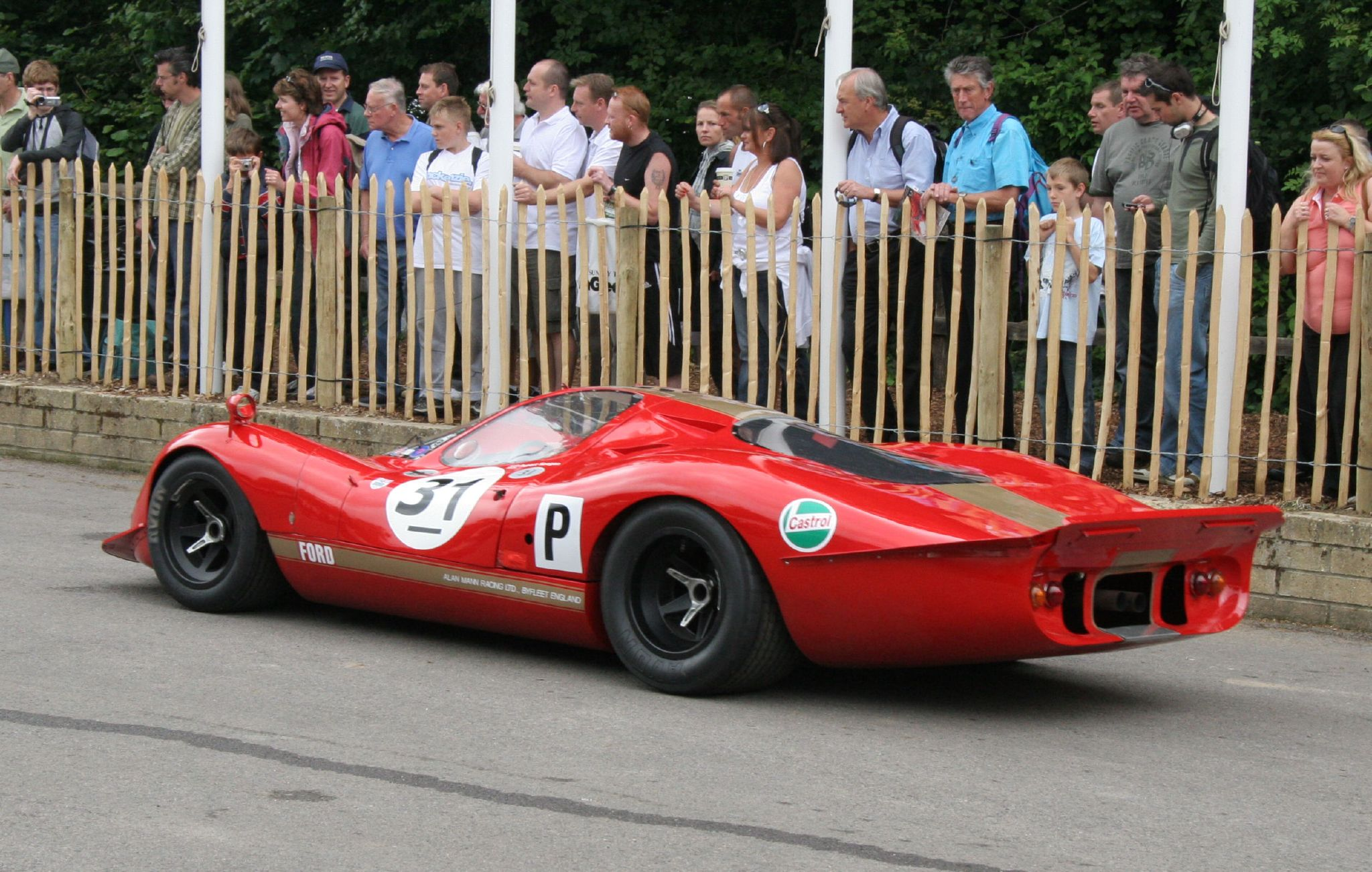
Ford P68 beim Goodwood Festival of Speed

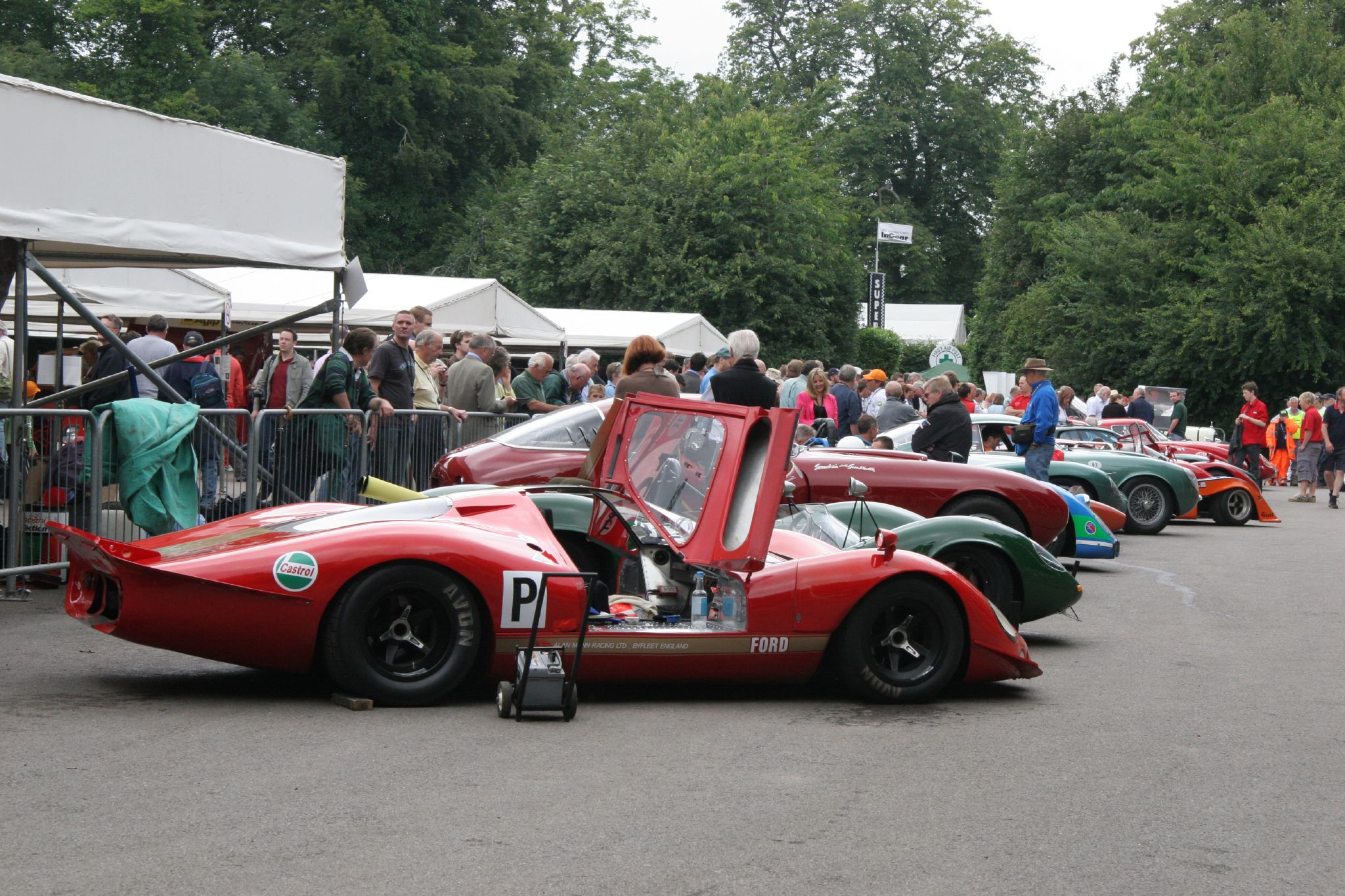
Ford P68 beim Goodwood Festival of Speed

Der Ford P68, auch Ford 3L GT oder F3L genannt, war im Jahr 1968 ein Rennsportwagen für die neu eingeführte Klasse der Prototypen bis drei Liter Hubraum.

## Entstehung der 3-Liter-Prototypen
Nachdem 1967 eine von Ford USA eingesetzte Variante des Ford GT40 mit 7-Liter-Motor in Le Mans nicht nur erneut gewonnen, sondern auch sehr hohe Geschwindigkeiten erzielt hatte, wurde kurzfristig schon für 1968 der Hubraum von in geringen Stückzahlen gebauten Prototypen auf drei Liter – wie in der Formel 1 – begrenzt. Davon betroffen waren auch die Ferrari 330P mit ihrem 4,0-Liter-Motor. Obwohl Ferrari einen passenden Formel-1-Motor hatte, nahm das Werk 1968 aus Protest nicht an der Sportwagen-Weltmeisterschaft teil und stieg erst 1969 mit dem Ferrari 312P wieder ein.

## Technik
Ford hatte Mitte 1967 den Ford-Cosworth-DFV-V8-Motor in der Formel 1 eingeführt. Dieser Motor, der bis 1982 in der Formel 1 äußerst erfolgreich war, versprach auch Erfolge bei Langstreckenrennen, obwohl dort die Spitzenleistung reduziert werden musste, um die nötige Standfestigkeit zu erreichen. Als Leistung nannte Ford mehr als 420 PS bei 9000/min und ein maximales Drehmoment von 37,3 mkp (366 Nm) bei 7000/min. Wie Jahre zuvor beim GT40 beauftragte Ford Europa wieder ein britisches Team, einen passenden Wagen zu bauen.
Alan Mann Racing und Aerodynamiker Len Bailey stellten Anfang April 1968 in Brands Hatch zwei sehr flache, windschnittige Fahrzeuge vor. Mit einem Widerstandsbeiwert von nur 0,27 war der F3L zu Spitzengeschwindigkeiten von weit über 350 km/h fähig. Sie waren nur mit einer kleinen Dachluke ausgestattet, um als offene Fahrzeuge zu gelten. Die Fahrzeuge waren 91 cm hoch und hatten eine Stirnfläche von 1,20 m². Ihre teilweise mittragende Aluminiumkarosserie war mit einem aus Leichtmetallblechen verschweißten und vernieteten Rahmen verbunden. Bug- und Heckhaube ließen sich vollständig hochklappen, sodass alle Aggregate leicht zugänglich waren. Das Leergewicht des Wagens lag bei etwa 670 kg. Die Bremsscheiben mit einem Durchmesser von 30 cm waren seitlich der 15-Zoll-Felgen und nicht in den Radschüsseln platziert, um die Kühlluft besser heranführen zu können.

## Renneinsätze
Die beiden Wagen debütierte bei den „BOAC 500 Meilen“, dem 6-Stunden-Rennen von Brands Hatch 1968 am 7. April. Es gab zwei Chassis, 001 mit ZF-Getriebe mit dem die Tests absolviert wurden hätte von Mike Spence zusammen mit Jack Brabham gefahren werden sollen, aber dessen Vertragssituation bei Kraftstoffen (später sah man Esso-Aufkleber auf dem BT33) stand im Konflikt mit Teamsponsor Castrol, so dass er seinen neuen F1-Teamkollegen Jochen Rindt als Ersatz schickte. Das neue Chassis 002 mit Hewland-Getriebe und dafür 4 cm längerem Radstand war für die F1-Fahrer vorgesehen die zuerst den Ford-Cosworth-V8 nutzen konnten, Graham Hill und Jim Clark von Lotus. Hier war der Vertrag mit Firestone der Goodyear-Bereifung im Weg, worauf Bruce McLaren und Denny Hulme einsprangen und Clark am gleichen Wochenende beim Formel-2-Rennen auf dem Hockenheimring startete und tödlich verunglückte. Zudem lief parallel das Le-Mans-Testwochenende, zu dem Wyer-Fahrer Ickx zwischendurch flog.
Die neuen Wagen hatten Probleme, insbesondere mit der Aerodynamik im Heck die bereits mit Flügelchen modifiziert war. Die Fahrer wurden durchgetauscht, worauf McLaren kurzerhand ohne Heckverkleidung Runden abspulte und mit flacher Karosserie vor breiten Hinterradwalzen und V8-Motor von hinten wie einer der inzwischen üblichen Cosworth-Formel-1 aussah. Trotzdem erzielte McLaren die zweitbeste Trainingszeit, hinter Siffert in einem Porsche 907 mit nur 2,2 Liter Hubraum und deutlich weniger Leistung, aber ausgereift. Allerdings ging der Motor kaputt, 001 konnte nicht in der vorderen Reihe starten, stattdessen wurde dort McLaren mit 002 ins Rennen geschickt. Nach verpatzten Start kämpfte der Ford mit der Porsche-Meute um die Führung, insbesondere Siffert und Elford steckten nicht zurück. Nach Wechsel von Fahrer und Bremsbelägen nahm Mike Spence das Rennen auf, aber eine gebrochene Antriebswelle zerschlug Hoffnungen und Teile des Autos.
Beim nächsten Lauf, dem 1000-km-Rennen auf dem Nürburgring, verunglückte Chris Irwin im Streckenabschnitt Flugplatz schwer. Der zweite Wagen sah im Rennen das Ziel erneut nicht. Frank Gardner, der nach dem Todesstürzen von Clark und Spence, der inzwischen in Indianapolis verunglückt war, und der Verletzung von Irwin den verbliebenen Prototypen hauptsächlich bewegte, zeigte jedoch durch die Trainingsbestzeit bei den 1000 km von Spa auf der schnellen, damals über 13 km langen Landstraßen-Strecke das Potenzial des Wagens auf. Der Wagen war weit über 300 km/h schnell, im Fahrverhalten dabei allerdings instabil. Dieses Problem, das durch frühen Ausfall in Spa kaschiert wurde, ließ sich auch mit Spoileranbauten nicht vollständig lösen. Einige Fahrer wie Surtees und Brabham lehnten es rundweg ab, den Wagen zu fahren.
Für das 24-Stunden-Rennen von Le Mans, das 1968 politisch bedingt erst im Herbst stattfand, stand eine Teilnahme des Prototyps wegen mangelnder Zuverlässigkeit und Finanzierungsproblemen schon nicht mehr zur Debatte. Ford hatte mit den von John Wyer eingesetzten alten GT40 Mk.I, die als Sportwagen mit hoher gebauter Stückzahl weiterhin teilnehmen durften, mit bis zu fünf Liter Hubraum, dafür ein besser geeignetes Fahrzeug, das 1968 und auch 1969 gewinnen sollte.
Für 1969 machte man einen erneuten Anlauf. Die veränderten Regeln, insbesondere das Mindestgewicht, favorisierten nun einen konsequent offenen Spyder gegenüber den Coupés. Wie Porsche den 908/02 und Ferrari den Ferrari 312P Barchetta stellte Ford nun eine offene Variante vor, genannt P69, bei der aber der Beifahrerplatz abgedeckt war. Das Fahrverhalten blieb weiterhin schwierig. Deshalb erhielt das Fahrzeug vorne und hinten große Flügel. Nach Unfällen in der Formel 1 wurden solche ausufernden Anbauten jedoch verboten. Als der Wagen in Silverstone bei Regen mit nasser Elektrik stotternd am Start stand, wurden das Rennen und das Projekt endgültig aufgegeben.
Das Coupé ist heute im Besitz von David Piper; 2003 führte er es u. a. auf der Solitude-Rennstrecke bzw. am Schloss vor.
Der Ford C100 von 1982, viele Jahre später aber immer noch mit Cosworth V8 bestückt, war ein ähnliches Projekt. Auch hier blieben die erwarteten Erfolge aus, wenn auch nicht in dem Maße wie beim Ford 3L, der nie ein Rennen beenden konnte.

## Einsatzstatistik
| Jahr | Rennen                               | Strecke               | Fahrer                        | Bemerkungen                                                    |
| ---- | ------------------------------------ | --------------------- | ----------------------------- | -------------------------------------------------------------- |
| 1968 | 6-Stunden-Rennen von Brands Hatch    | Brands Hatch          | Bruce McLaren Denis Hulme     | Ausfall, Getriebe. Im Rennen fuhr Spence anstatt Hulme.        |
| 1968 | 6-Stunden-Rennen von Brands Hatch    | Brands Hatch          | Mike Spence Jochen Rindt      | Kein Start, da Motorhalterung im Training gebrochen.           |
| 1968 | 1000-km-Rennen auf dem Nürburgring   | Nürburgring           | Frank Gardner Richard Attwood | Ausfall, Bremse.                                               |
| 1968 | 1000-km-Rennen auf dem Nürburgring   | Nürburgring           | Chris Irwin Pedro Rodríguez   | Kein Start, Unfall im Training.                                |
| 1968 | RAC Tourist Trophy                   | Oulton Park           | Richard Attwood               | Ausfall, Differential.                                         |
| 1968 | AMOC 500 Martini Trophy              | Silverstone           | Frank Gardner                 | Ausfall, Motor.                                                |
| 1968 | 1000-km-Rennen von Spa-Francorchamps | Spa-Francorchamps     | Frank Gardner Hubert Hahne    | Nach Trainingsbestzeit Ausfall im Rennen, Elektrik.            |
| 1968 | 500-km-Rennen von Zeltweg            | Zeltweg Flugplatzkurs | Frank Gardner Richard Attwood | Nicht erschienen.                                              |
| 1968 | 500-km-Rennen von Zeltweg            | Zeltweg Flugplatzkurs | –                             | Nicht erschienen.                                              |
| 1969 | 6-Stunden-Rennen von Brands Hatch    | Brands Hatch          | Denis Hulme Masten Gregory    | P68: Gregory fuhr anstatt Gardner im Rennen. Ausfall, Öldruck. |
| 1969 | 6-Stunden-Rennen von Brands Hatch    | Brands Hatch          | Frank Gardner Jack Brabham    | P69: kein Start, zurückgezogen.                                |
| 1969 | AMOC 300 Martini Trophy              | Silverstone           | Frank Gardner                 | P69: kein Start, Elektrik.                                     |